# Johan Petersen
Pour les articles homonymes, voir Petersen.
Johan Ujuât Christian August Petersen, né le 12 mars 1867 à Salliit (de) et mort le 7 décembre 1960 à Copenhague, est un explorateur, interprète, marchand et écrivain groenlandais.

## Biographie
Johan Petersen est né en 1867. Il est le fils d'Andreas Martin Petersen (1826-1885), un administrateur danois et de son épouse groenlandaise Karen Margrethe Birgithe Hansen (1835-1888). Il est le frère Hendrik Theodor Petersen (1864-1907) sera le père du conseiller régional Hans Petersen (1895-1982).
Johan Petersen grandit, jusqu'à l'âge de onze ans, dans la ville aujourd'hui abandonnée de Salliit, près de Qaqortoq, où vivaient un grand nombre de Tunumiit qui faisaient du commerce avec les Kitaamiut (de). Grâce à cela, il apprend le Tunumiisut, la langue du peuple Tunumiit.
En 1878, il déménage avec ses parents au Danemark, où son père a acheté une petite propriété au sud d'Elseneur, à la pointe nord-est du Sjælland. À l'âge de 14 ans, il quitte l'école et aide son père dans les champs, travaille comme menuisier et au bureau, mais rêve aussi d'aller en mer. 

### Expéditions
En 1882, l'explorateur polaire danois Gustav Holm découvre Johan Petersen (15 ans) et son frère aîné Hendrik Theodor (tous les deux feront plus tard carrière comme administrateur commercial et colonial). Il a besoin d'un locuteur du groenlandais oriental pour son expédition en bateau dans l'est du Groenland. Il demande la permission à leur père et les emmène tous les deux dans l'expédition, avec leur oncle Johannes Hansen. Les deux frères s'embarquent sur le Ceres jusqu'à Nuuk, où ils arrivent le 15 juillet 1883. Ils continuent le voyage sur une goélette jusqu'à Nanortalik, où ils hivernent. Le 5 mai 1884, ils partent finalement pour l'est du Groenland. Le 1er septembre, ils atteignent Tasiilaq, où ils amarrent et nomment la zone Kong Christian IX Land. Johan Petersen doit surveiller le niveau de l'eau et l'état des glaces et sert principalement d'interprète. Il est ainsi responsable du contact entre les Danois et les Groenlandais. Il traduit les légendes de l'est du Groenland et a ainsi contribué de manière significative aux recherches ethnographiques et historico-culturelles de l'expédition. 
Après la fin de l'expédition en 1885, il reçoit un poste à Den Kongelige Grønlandske Handel (de). En 1888, il est nommé administrateur d'Imerissoq (de). 
En 1891, l'explorateur polaire danois Carl Hartwig Ryder emmène Johan Petersen avec lui dans son expédition à Kangertittivaq pour cartographier l'est du Groenland, qui ne reviendra à Copenhague qu'à la fin de l'année suivante. Quelques mois plus tard, au printemps suivant, Thomas Vilhelm Garde et Carl Poul Oscar Graf Moltke (de) l'emmènent dans leur expédition sur glace dans le sud du Groenland.

### Administrateur colonial
Après son retour, il fonde en 1893 une station commerciale sur Eggers Ø, qui est nommée Itilleq d'après le nom groenlandais de l'île. En 1894, il est décidé de construire définitivement une station commerciale à Tasiilaq et personne n'est considéré comme plus approprié comme directeur commercial que Johan Petersen. Peu avant sa mort, il déclare que sans l'action occidentale, la région aurait probablement été dépeuplée au cours des cinq prochaines années. La famine, les meurtres tous les quelques jours et d'autres crises rendent le travail difficile, mais il parvient néanmoins à le terminer de manière satisfaisante. En 1904, il est nommé administrateur colonial dans l'est du Groenland. En 1916, cependant, sa santé se détériore et il rentre chez lui. En 1923, il revient comme député,. 
Le 1er septembre 1895, à Tasiilaq, il épouse la Danoise Ane Sørensen (1867-1944), fille du propriétaire de la ferme Jens Sørensen (1841-1902) et de son épouse Abelone Jørgensdatter (1845-1921). 
En 1924, Ejnar Mikkelsen lance la fondation d'Ittoqqortoormiit et Johan Petersen est choisi pour diriger et gérer la colonie. La même année, il participe à la découverte et à la recherche des colonies de Grænlendingar (de) autour de Herjolfsnæs, dirigées par l'archéologue Poul Nørlund. 

### Fin de vie et honneurs
De 1928 à 1931, Johan Petersen dirige les Grønlænderhjemmets (de) à Copenhague. De 1934 à 1935, il est de nouveau nommé administrateur adjoint d'Ittoqqortoormiit avant de mettre fin à sa carrière professionnelle à l'âge de 68 ans. En 1944, il est nommé membre honoraire de l'Association groenlandaise Peqatigiit Kalaalliit à Copenhague et en 1952 membre honoraire de la Det Grønlandske Selskab (de). Il était membre du Dannebrog depuis 1916, chevalier de l'Ordre du Dannebrog depuis 1926 et portait la Kongelige Belønningsmedalje en argent. Il passe le reste de sa vie à Copenhague, où il meurt en 1960 à l'âge de 93 ans,,.
En 1957, ses journaux prennent la forme du livre Ujuâts dagbøger fra Østgrønland 1894-1935. Østgrønlændernes sayn og fortællinger. Johan Petersen avait déjà publié des conditions météorologiques et glaciaiares dans les livres annuels du Danmarks Meteorologiske Institut de 1895 à 1915. En 1921, à l'occasion du 200e anniversaire de la colonisation du Groenland, il écrit Tohundrede Aaret pour Hans Egedes Ankomst til Grønland. En 1942, il publie le traité Grønlændernes Sprog, Litteratur, Musik og Udskæringskunst. La monographie de William Thalbitzer de 1914, The Angmagssalik Eskimo, est basée sur les résultats des recherches de Johan Petersen, tout comme The Birds of Angmagssalik de l'ornithologue Otto Helms (da).